# 青竹正一
青竹 正一（あおたけ しょういち、1944年2月27日 - ）は、日本の法学者。専門は商法。学位は、法学博士（名古屋大学・論文博士・1980年）。小樽商科大学名誉教授。平出慶道門下。

## 来歴
北海道岩見沢市出身。1967年、北海道大学法学部法律学科卒業。1969年、北海道大学大学院法学研究科修士課程修了（指導教授:平出慶道）。

1969年、北海道大学法学部助手。1972年、小樽商科大学商学部専任講師。1973年、小樽商科大学商学部助教授。1978年、小樽市土地保有税審議会長。1980年、論文博士の方法で、名古屋大学より法学博士の学位を取得。
1982年、小樽商科大学商学部教授。1983年、小樽市公害対策審議会長。1986年から1987年まで、カリフォルニア大学バークレー校ロースクール客員研究員として在外研究。1994年、小樽商科大学商学部企業法学科長（～1995年）。1997年、小樽市特別職報酬等審議会長。2001年北海道船員地方労働委員会公益委員。
2002年、小樽商科大学名誉教授、千葉大学法経学部教授。2004年、大阪大学大学院高等司法研究科（法科大学院）教授。2007年、専修大学法学部教授。2014年専修大学を定年退職。
2002年に大隅健一郎賞受賞。指導学生に森裕（元会計検査院第3局長）など。
2025年4月に瑞宝中綬章受章。

## 研究
専門は会社法や株式に関する研究。特に小規模閉鎖会社を研究。

## 主著
- 『小規模閉鎖会社の法整備』（文眞堂、1979年）
- 『続小規模閉鎖会社の法整備』（文眞堂、1988年）
- 『現代会社法の課題と展開』（中央経済社、1995年）
- 『閉鎖会社紛争の新展開』（信山社出版、2001年）
- 『現代会社法講義』（編著・中央経済社、1996年初版・2001年第4版）
- 『会社法』（信山社出版、2003年）
- 『特別講義　改正商法総則・商行為法』（成文堂、2005年初版・2012年第3版）
- 『新会社法』（信山社出版、2006年初版・2010年第3版）